# Ofites
Ofites (del grec ofis, 'serp') és un nom genèric per diverses sectes gnòstiques de Síria i Egipte que es desenvoluparen als voltants de l'any 100dC. El pensament comú que tenien aquestes sectes és la gran importància que donen a la serp dels relats bíblics d'Adam i Eva, atès que aquest animal és la connexió entre l'arbre del coneixement (del be i del mal) amb la gnosi o coneixement. Contràriament a la interpretació cristiana de la serp com a Diable, els ofites miren a la serp com a heroïna i identifiquen la figura que la Bíblia identifica amb Déu (és a dir, Jehovà) amb la del malvat demiürg.

## Fonaments
Segons els teòlegs Orígenes, Sant Ireneu i altres, el pensament de la doctrina ofita fou que el Déu de l'Antic Testament (Jehovà) fou una deïtat misantròpica per aquells que creien que el poder de la humanitat havia de ser alliberat. Ja que la Bíblia no identifica amb precisió a la serp com el diable, els ofites asseguraven que el que la serp buscava en realitat era entregar a Adam i Eva el coneixement, i que la prohibició d'aquest coneixement era, per tant, assimilable amb la figura que el cristianisme i el judaisme identifiquen amb Déu. Així, els enemics del Jehovà de l'Antic Testament es convertiran en herois per la secta.
Els membres progressaven a través de cerimònies d'iniciació que tenien símbols de purificació, vida, esperit i foc. El sistema complet de la secta tenia una combinació dels misteris de la deessa egípcia Isis, conceptes de la mitologia oriental i la doctrina cristiana.

## Ritus
Com una marca de reverència per la serp, aquesta pren part en la missa de comunió de la secta. Epifani (Pare de l'església al segle iv) qui qualifica la missa d'abominable, explica que la serp era mantinguda en un cistell conegut com la cista mystica. A l'inici de la missa la serp era convocada. Aquesta s'esmuny entre els pans que hi havia en la taula, després el pa era partit i menjat. Llavors, cada un dels presents besava a la serp en la boca (per tal finalitat havia estat domada). S'agenollaven i començaven a adorar a la serp com a part del ritu eucarístic. Després, resaven i cantaven un himne al Pare.

## Persecució
Els cristians que recolzaven l'ortodòxia de l'església veien en el gnosticisme el seu màxim enemic, i els era particularment repugnant que els ofites tinguessin a la serp com un ideal d'adoració; aquest fet va fer que els ofites fossin perseguits amb particular violència.
Com que l'ortodòxia de l'església finalment va destruir tots els manuscrits i textos dels ofites (segle iv), la informació sobre les sectes ofites sòls es pot obtenir d'aquells que els criticaven Hipòlit, Sant Ireneu, Orígenes i Epifani. Malgrat tot, alguns textos ofites, han estat recuperats gràcies a descobriments com els Manuscrits de Nag Hammadi.

## Sectes ofites
- Els naasens, que veien en la serp l'ésser suprem (de l'hebreu נָחָשׁ na'asch = serp)
- Els setians, pels quals Set era el patriarca dels espirituals
- Els perates, (del grec πέρας peras = penetrar, desbordar (la corrupció))
- Els caïnites, que veien a Caín com el seu líder espiritual
- Els encratits, secta fundada per Tatià; es distingien per practicar una ascètica rigorosa, oposar-se al matrimoni i fomentar altres normes morals que desafiaven a les propugnades per l'ortodòxia.
- Els Berdesanes, deixebles de Valentí, que portar les seves idees a Orient.